# Eric Swalwell
Eric Michael Swalwell, Jr., né le 16 novembre 1980 à Sac City (Iowa), est un homme politique américain, représentant démocrate de Californie à la Chambre des représentants des États-Unis depuis 2013.

## Biographie

### Famille et études
Eric Swalwell nait à Sac City, une petite ville de l'Iowa. Il vit jusqu'à cinq ans à Algona, dans le nord de l'État, où son père est policier. Sa famille, conservatrice, déménage ensuite en Californie. Swalwell est diplômé du lycée de Dublin dans le comté d'Alameda.
Il rejoint l'université Campbell en Caroline du Nord grâce à une bourse en football. Il perd sa bourse après une blessure et intègre l'université du Maryland, où il obtient un baccalauréat universitaire en gouvernance et politique. Durant ses études, il travaille pour la représentante Ellen Tauscher au Capitole.
Après un juris doctor, il devient procureur dans le comté d'Alameda en 2006.

### Carrière politique
En 2006, il est nommé membre de la commission du patrimoine et des arts culturels de la ville de Dublin, dont il devient président. En 2008, il rejoint la commission locale de l'urbanisme. En 2010, il entre au conseil municipal de Dublin.
En septembre 2011, il déclare sa candidature à la Chambre des représentants des États-Unis pour les élections de 2012. Il se présente dans le 15e district face au représentant démocrate sortant Pete Stark (en), élu depuis 40 ans. Le district vient d'être redécoupé et ne regroupe que la moitié de l'ancienne circonscription. Swalwell arrive deuxième de la primaire avec 36,2 % des voix, derrière Stark qui réunit 42,1 %. Les deux candidats s'affrontent lors de l'élection générale de novembre. À 31 ans, Swalwell est élu représentant en battant Stark (52,1 % contre 47,9 %). Il est réélu en 2014 avec 69,8 % des suffrages face au républicain Hugh Bussell. Dans cette circonscription démocrate, il est facilement reconduit en 2016 et 2018.
À la Chambre des représentants, Swalwell siège au sein des commissions du renseignement et des lois. Il apparaît régulièrement à la télévision, sur les chaînes du câble, pour critiquer la politique de l'administration Trump,.
Le 8 avril 2019, il annonce sa candidature à l'investiture démocrate pour l'élection présidentielle de 2020 lors du Late Show with Stephen Colbert. Il rejoint ainsi les 17 candidats démocrates déjà dans la course pour affronter Donald Trump,. La presse considère alors ses chances de victoire comme minces, en raison notamment de sa faible notoriété. Swalwell centre sa campagne sur le contrôle des armes à feu, proposant notamment un programme fédéral de rachat d'armes d'assaut pour les éliminer. N'arrivant pas à dépasser 1 % des intentions de vote malgré sa participation au premier débat, il retire sa candidature le 8 juillet 2019.
En décembre 2020, Axios révèle que Christine Fang, une Chinoise soupçonnée d'être une espionne pour les autorités chinoises a aidé l'équipe de levée de fonds d'Eric Swalwell lors de la campagne pour sa réélection en 2014. L'équipe de Swalwell confirme avoir déjà partagé, probablement en 2015, des informations sur Fang avec le FBI et avoir coupé les liens avec elle à la même époque. Swalwell et son équipe ne sont accusés d'aucune malversation. Fang quitte les États-Unis en 2015 et le Department of Justice ne porte aucune accusation à son encontre. Swalwell ne conteste pas les faits mais considère que ces révélations proviennent de fuites orchestrées par des membres de l'administration Trump pour lui nuire.
Swalwell est l'un des impeachment managers (en) dans la seconde procédure de destitution de Donald Trump de 2021.
Il est exclu du House Permanent Select Committee on Intelligence en 2023 par le nouveau président de la Chambre, le républicain Kevin McCarthy, qui lui reproche sa proximité avec Christine Fang en 2014. Swalwell considère que c'est son rôle dans la procédure de destitution de Trump qui lui vaut cette vengeance de McCarthy.

## Positions politiques
Swalwell est membre du Parti démocrate. Il soutient notamment l'instauration d'une couverture santé universelle, l'augmentation des impôts sur les plus aisés, la lutte contre le réchauffement climatique et un renforcement du contrôle des armes à feu. Il est ainsi un pourfendeur de la National Rifle Association of America, lobby américain des armes.
Lors des primaires démocrates pour l'élection présidentielle de 2016, il est le premier membre du Congrès à soutenir Martin O'Malley. Il connaît O'Malley depuis l'université et avait été volontaire pour sa campagne de gouverneur du Maryland en 2005.